# Hemiparacytheridea
Hemiparacytheridea is een geslacht van kreeftachtigen uit de klasse van de Ostracoda (mosselkreeftjes).

## Soorten
- Hemiparacytheridea (Tuberocytheridea) grignonensis (Keij, 1957) Gruendel, 1975 †
- Hemiparacytheridea (Tuberocytheridea) remanei (Hartmann, 1964) Gruendel, 1975
- Hemiparacytheridea (Tuberocytheridea) tuberosa (Lienenklaus, 1900) Gruendel, 1975 †
- Hemiparacytheridea albiensis (Gruendel, 1966) Gruendel, 1975 †
- Hemiparacytheridea ayressi Boomer, 1999 †
- Hemiparacytheridea challengeri Dingle, 1984 †
- Hemiparacytheridea ewingensis Dingle, 1984 †
- Hemiparacytheridea forteornata Coles & Whatley, 1989 †
- Hemiparacytheridea hemingwayi Neale, 1975 †
- Hemiparacytheridea humilis (Bonnema, 1941) Gruendel, 1975 †
- Hemiparacytheridea infelix (Bonaduce, Ciampo & Masoli, 1976)
- Hemiparacytheridea longicauda (Bonnema, 1941) Gruendel, 1975 †
- Hemiparacytheridea minutissima (Kaye, 1965) Weaver, 1982 †
- Hemiparacytheridea norvegica (Neale, 1972) Coles & Whatley, 1989
- Hemiparacytheridea occulta (Herrig, 1963) Gruendel, 1975 †